# Ундершил
Ундершил (монг. Өндөршил) — сомон аймака Дундговь в центральной части Монголии, площадь которого составляет 4 852 км². Численность населения по данным 2007 года составила 1 616 человек.
Центр сомона — усадьба Бохот, расположенная в 190 километрах от административного центра аймака — города Мандалговь и в 370 километрах от столицы страны — Улан-Батора.

## География
Сомон расположен в центральной части Монголии. Граничит с соседним аймаком Дорноговь. На территории Ундершила располагаются горы Ундуршил, Бухут, Тээг.
Из полезных ископаемых в сомоне встречаются медь, железная руда, шпат, каменный уголь, химическое и строительное сырьё.

## Климат
Климат резко континентальный. Средняя температура января −16-19 градусов, июля +20-22 градусов. Ежегодная норма осадков 100—150 мм.

## Фауна
Животный мир Ундершила представлен лисами, манулами, зайцами, корсаками.

## Инфраструктура
В сомоне есть школа, больница, дома отдыха.